# Хиляк, Владимир Игнатьевич
Влади́мир Игна́тьевич Хиля́к (27 июля 1843, селе Верхомля Великая (ныне: Малопольское воеводство, Польша) — 25 июня 1893, село Летыня, Австро-Венгрия) — галицко-русский писатель, униатский священник, лемко по происхождению. Публиковался под псевдонимами В. Нелях, Я. Сам, Лемко, Лемко-Семко, Некий, Иероним Аноним, Quisdam и другими.
Родился в лемковском селе Верхомля Великая, Новосанчский уезд (Австрийская империя, ныне Польша), в Карпатах, на берегу реки Попрад. Среднее образование он получил в Новом Сонче и Пряшеве. Закончил богословский факультет Львовского университета.
Владимир Хиляк дебютировал повестью «Польский патриот» (1872, на польском языке), в которой действие происходит во времена восстания 1863 года. Позже произведения В. И. Хиляка появлялись уже в галицко-русских изданиях.
В 1878 году он опубликовал историческую повесть «Шибеничный верх» (вышла в России под названием «Народные тираны»). Повесть названа по месту казней польскими конфедератами галицких крестьян возле села Избы накануне захвата Галиции австрийцами. Повесть рассказывает о польско-русских отношениях того времени, описывает карпатскую природу.
В повестях «Мой дьяк», «Кусок людской жизни», «Русская доля», «Великий перекинчик в малом размере» автор рассказывает о тяжелой жизни крестьян Лемковщины.
Владимир Хиляк находился под влиянием Николая Гоголя и Ивана Тургенева.
Сочинения Владимира Хиляка были изданы в четырех томах в 1882—1887 годах.
Умер в селе Летыня возле Дрогобыча (Австро-Венгрия, ныне Львовская область, Украина).

## Сочинения
- Шибеничный верх. Повести и рассказы Том 1 Том 2